# Forza Italia (2013)
A Forza Italia (FI) egy jobbközép olaszországi politikai párt, amelyet 2013. november 16-án alapítottak meg. A párt neve az 1994 és 2009 között létező párttal vállal ideológiai és politikai folytonosságot.
A párt tagjai az egykori Szabadság Népe párt soraiból kerülnek ki, a párt Angelino Alfanóhoz közel álló szárnya kivált az újjáalakuló régi-új pártból és megalapította az Új Jobbközép nevű pártot.

## Története

### Előzmények

#### Kudarcok
A Forza Italia újraalapítása már 2011-ben felvetődött, amikor a Szabadság Népe párton belül komoly gondok és harcok voltak. A jobboldali párt 2012-es helyhatósági választásokon szenvedett veresége után, úgy döntött Berlusconi, hogy visszatérnek '94 szellemiségéhez.
Ekkor még Berlusconi elutasította ezt a felvetést, a 2013-as parlamenti választásokra készült, ahol a Szabadság Népe kisebb vereséget szenvedett: a párt fellegvárának számító Szicíliában az 5 Csillag Mozgalom győzött, emellett több megyét elhódított tőle a párt Ligúriában és Szardínián is.

#### 2013-as helyhatósági választás
Az ez évi helyhatósági választásokon viszont súlyos vereséget szenvedett a jobbközép koalíció: 23 településen tartottak választásokat, amikből 10 jobboldali volt. A jobboldal elvesztette az összes települését: Trevisóban – amely az Északi Liga egyik fellegvára volt – a jobboldal az Északi Liga jelöltjével vesztett. Lombardiában Bresciában és Sondrióban is baloldali jelölt nyert. Szicíliában 4 jobboldali elköteleződésű városában tartottak választást: Catania, Messina, Siracusa és Ragusa településeken, amik egyben megyeszékhelyek is, ezeket mind elvesztette a jobbközép koalíció, Ragusában az 5 Csillag Mozgalom, a többi településen a baloldal nyert. Rómában is a baloldali jelölt győzött. Egyedül Udine megye maradt jobboldali, ahol megyei választást tartottak.

### Az ellenzékiség
2013 novemberében Berlusconiék bejelentették, hogy feloszlatják a Szabadság Népét amit a párt november 15-i nemzeti tanácsának gyűlésén akart hivatalosan bejelenteni. Ezen az eseményen Alfano nem akart részt venni. Berlusconiék a Forza Italiaval a Letta-kormány ellenzékévé akart válni.
2013. november 16-án Angelino Alfano bejelentette, hogy a Forza Italia létrehozásában nem akar részt venni és továbbra is Enrico Letta kormányát támogatja, így az ő vezetésével megalakult az Új Jobbközép nevű párt.

## Ideológia
A párt, akárcsak az elődpárt illetve a Szabadság Népe koalíció, egy jobbközép gyűjtőpártként működik. Beleértve kereszténydemokrata, liberális és szociáldemokrata szemléletű politikusokat. Magát a Forza Italia "liberális, katolikus, reformer, mérsékelt" pártként jellemzi, amely a "jobboldallal szövetségben alternatívát nyújt a baloldallal szemben" de magukat nem tartják jobboldalinak.
Amikor 2012-ben Angelino Alfano és köre kilépett a pártból és megalapította az Új Jobbközép pártot, akkor a párt és maga Berlusconi is szorgalmazta, hogy a párt visszatérjen a liberális gyökerekhez.
Gazdasági kérdésekben a párt a piacot támogatja és kevésbé a közszférát. Elsősorban a munkáltatók, vállalkozók érdekeit képviselik: adócsökkentés, közkiadások csökkentése. Fontosnak tartják az egykulcsos adórendszer bevezetését.
Külpolitikájukat tekintve enyhe euroszkepticizmussal, de támogatják az Európai Uniót, a NATO-t és az Egyesült Államokkal való szoros kapcsolatot. Oroszországgal is jó viszonyt ápolnak gazdasági okokból, azon olasz vállalatok érdekeit védik, akik az orosz piacra exportálnak.
Társadalmi ügyekben a párt konzervatív álláspontot képvisel, az 1994-ben elfogadott értékek mentén. 2014-ben a párt támogatta, hogy az azonos nemű pároknak elérhető legyen a bejegyzett élettársi kapcsolat, viszont a házasságot ők kizárólag férfi és nő között tartják elfogadhatónak. Emellett ellenzik, hogy az iskolákban a gender tanulmányokat oktassák. A párt számos tagja abortuszellenes.

## Választási eredmények

### Parlamenti választások
| Képviselőház |            |      |            |     |                   |
| Év           | Szavazatok | %    | Mandátumok | +/− | pártelnök         |
| 2018         | 4 596 956  | 14,0 | 106 / 630  | –   | Silvio Berlusconi |
| 2022         | 2 278 217  | 8,11 | 45 / 400   | 61  | Silvio Berlusconi |

| Szenátus |            |      |            |     |                   |
| Év       | Szavazatok | %    | Mandátumok | +/− | pártelnök         |
| 2018     | 4 358 004  | 14,4 | 58 / 315   | –   | Silvio Berlusconi |
| 2022     | 2 279 802  | 8,27 | 18 / 200   | 40  | Silvio Berlusconi |